# AVEC (大江千里のアルバム)
『AVEC』（アベック）は、大江千里の5作目のオリジナルアルバム。1986年11月6日にEPIC/SONYから発売（規格品番はESCB 1244→MHCL 30023）。1991年11月1日と2013年4月10日に再発売された。

## 概要
大江自身によるセルフ・プロデュース作品。レコーディングは国内で、ジャケット撮影はフランス・パリで行われた。LP初盤のみポスターが付属した。
編曲は全て大村雅朗が担当している。6曲目の間奏では、友人である小室哲哉がキーボード・ソロを弾いている。
後日談として大江本人が「満足出来る出来ではないんだけど、凄く大事なアルバムになっていて」「アマチュアの頃から曲を書き溜めていて、（中略）”悲しまないで きみを責めないで（きみと生きたい）”と言うフレーズを一か月くらいかけて作って…」と回想している。
このアルバムのツアーで初の日本武道館公演が行われた。

## 収録曲
| 全作詞・作曲: 大江千里、全編曲: 大村雅朗。 |                                  |          |            |      |
| #                                          | タイトル                         | 作詞     | 作曲・編曲 | 時間 |
| 1.                                         | 「きみと生きたい」               | 大江千里 | 大江千里   | 4:22 |
| 2.                                         | 「コインローファーはえらばない」 | 大江千里 | 大江千里   | 4:17 |
| 3.                                         | 「17℃」                          | 大江千里 | 大江千里   | 4:18 |
| 4.                                         | 「マリアじゃない」               | 大江千里 | 大江千里   | 5:03 |
| 5.                                         | 「去りゆく青春」                 | 大江千里 | 大江千里   | 5:28 |
| 6.                                         | 「長距離走者の孤独」             | 大江千里 | 大江千里   | 3:56 |
| 7.                                         | 「本降りになったら」             | 大江千里 | 大江千里   | 4:06 |
| 8.                                         | 「ゆめみるモダンクリスマス」     | 大江千里 | 大江千里   | 4:09 |
| 9.                                         | 「BOY MEETS GIRL」               | 大江千里 | 大江千里   | 5:18 |
| 10.                                        | 「AVEC」                         | 大江千里 | 大江千里   | 5:04 |
| 合計時間:                                  | 合計時間:                        | 46:01    |            |      |

## ミュージシャン
- 大村雅朗 - キーボード
- 西本明 - キーボード
- 富樫春生 - キーボード
- 松原正樹 - ギター
- 伊藤広規 - ベース
- 高水健司 - ベース
- 山木秀夫 - ドラム
- 青山純 - ドラム
- 島村英二 - ドラム
- 斎藤ノヴ -  パーカッション
- 渡辺美里 - デュエット（#7）コーラス（#6）
- EPO - コーラス（#2,8,9）
- 小室哲哉 - シンセサイザー・ソロ（#6）

## 発売形態
- LP/CT 発売：CBS/SONY Group
- CD 発売：CBS/SONY Group
- CD（規格品番：ESCB 1244・1991年11月1日）発売：EPIC/SONY RECORDS
- ブルースペックCD（規格品番：MHCL 30023・2013年4月10日）発売：Sony Music Direct

2013年4月10日にはBlu-spec CD2仕様でSony Music Directから再発売された（規格品番はMHCL 30023）。音源自体は『Senri Premium 〜MY GLORY DAYS 1983-1988』の際にリマスターされたもので、CDジャケットや歌詞カードはLP盤のものを復刻した形になっている。

### SonyMusic
- AVEC  –  ディスコグラフィ
- AVEC【Blu-spec CD2】  –  ディスコグラフィ